# 国际船舶吨位丈量公约
国际船舶吨位丈量公约（英語：International Convention on Tonnage Measurement of Ships），是1969年国际海事组织（时称政府间海事咨询组织）制订的国际公约。公约在英国伦敦通过，于1982年7月18日生效，保存人是国际海事组织秘书长。

## 内容
公约为国际航行船舶的吨位丈量制定了统一原则和规则。

### 国际吨位证书
公约（第7条）规定按本公约测定总吨位和净吨位的船舶，应由主管机关发给国际吨位证书。公约附则二规定了证书格式。